# Брейді (Небраска)
Брейді (англ. Brady) — селище (англ. village) в США, в окрузі Лінкольн штату Небраска. Населення — 383 особи (2020).

## Географія
Брейді розташоване за координатами 41°1′20″ пн. ш. 100°22′3″ зх. д. / 41.02222° пн. ш. 100.36750° зх. д. (41.022290, -100.367563).  За даними Бюро перепису населення США в 2010 році селище мало площу 0,85 км², уся площа — суходіл.

## Демографія
Згідно з переписом 2010 року, у селищі мешкало 428 осіб у 159 домогосподарствах у складі 121 родини. Густота населення становила 504 особи/км².  Було 177 помешкань (208/км²).
Расовий склад населення:
| - 99,1 % — білих - 0,2 % — чорних або афроамериканців |

До двох чи більше рас належало 0,7 %. Частка іспаномовних становила 1,9 % від усіх жителів.
За віковим діапазоном населення розподілялося таким чином: 31,8 % — особи молодші 18 років, 52,5 % — особи у віці 18—64 років, 15,7 % — особи у віці 65 років та старші. Медіана віку мешканця становила 36,4 року. На 100 осіб жіночої статі у селищі припадало 95,4 чоловіків;  на 100 жінок у віці від 18 років та старших — 100,0 чоловіків також старших 18 років.
Середній дохід на одне домашнє господарство  становив 54 226 доларів США (медіана — 51 094), а середній дохід на одну сім'ю — 59 483 долари (медіана — 55 938). Медіана доходів становила 50 417 доларів для чоловіків та 30 417 доларів для жінок. За межею бідності перебувало 13,7 % осіб, у тому числі 20,9 % дітей у віці до 18 років та 7,9 % осіб у віці 65 років та старших.
Цивільне працевлаштоване населення становило 155 осіб. Основні галузі зайнятості: освіта, охорона здоров'я та соціальна допомога — 22,6 %, роздрібна торгівля — 11,6 %, мистецтво, розваги та відпочинок — 11,6 %.